# Zathura – Ein Abenteuer im Weltraum
Zathura – Ein Abenteuer im Weltraum ist ein Science-Fiction-Abenteuerfilm aus dem Jahre 2005 des Regisseurs Jon Favreau. Der Film basiert auf dem gleichnamigen Kinderroman von Chris Van Allsburg. Arbeitstitel des Films war Jumanji 2. Der Film startete am 2. Februar 2006 in den deutschen Kinos.

## Handlung
Der sechsjährige Danny und sein zehnjähriger Bruder Walter zanken sich ständig und machen sich gegenseitig das Leben schwer. Das Wochenende verbringen sie im Haus ihres Vaters, der allerdings zu einem dringenden Termin muss. Da entdeckt Danny im verstaubten Keller ein altes Brettspiel. Die mechanisch aufziehbare Blechkonstruktion bewegt zwei kleine Raumschiffe auf vorgegebenen Bahnen durch den Weltraum und gibt Karten mit Ereignismeldungen und Anweisungen an die beiden Spieler aus. Das Spiel scheint in seiner ältlichen Aufmachung aus den 1950er Jahren zu stammen (etwa im Stile Flash Gordons), erinnert an ähnliche reale Aufziehspiele (zum Beispiel mit kleinen Blechautos) aus dieser Zeit und trägt den Namen Zathura.
Es ist ein verzaubertes Spiel, denn schon die erste Karte löst, in Entsprechung zu ihrer Beschriftung, einen Meteoritenschauer aus, welcher das Haus verwüstet. Als sich das Haus dann plötzlich im Weltraum befindet, begreifen die Brüder den Ernst der Lage. Nur wenn sie das Spiel zu Ende spielen, hat der Albtraum ein Ende. Doch jeder Spielzug löst ein weiteres aufregendes und gefährliches Ereignis aus. So versetzen die Brüder ihre große Schwester Lisa ungewollt in eine kryonische Kältestarre, werden von einem mordlustigen Roboter verfolgt, müssen einen gestrandeten Astronauten retten (welcher sich später als der erwachsene Walter herausstellt) und gegen die extraterrestrischen Echsenwesen namens Zorgon und ihre angreifenden Raumschiffe kämpfen. Schlussendlich gelingt es ihnen, nun brüderlich vereint, das Spiel erfolgreich fertig zu spielen.

## Trivia
- Der Film hatte ein Budget von etwa 65 Mio. US-Dollar. Die weltweiten Einspielergebnisse lagen bei 64,3 Mio. US-Dollar.[4]

## Kritiken
„Zathura ist zwar nicht wirklich mitreißend, hat aber (zumindest für Jugendpublikum) durchaus Potenzial für spannende 113 Minuten. Nebenbei gesagt bekommt er sogar im direkten Vergleich mit Jumanji den Zuschlag.“

Das Lexikon des internationalen Films sah ein „Fantasiereiches Science-Fiction-Spektakel, das zwischen atemberaubenden Spezialeffekten, nachvollziehbaren Personenzeichnungen und einer nicht zu übertriebenen Moral die Balance wahrt. Ein rundum gelungener Unterhaltungsfilm.“